# Преграда (корабоплаване)
Преграда – вертикална стена вътре в корпуса на съда или кораб, която също като и двойния борд, разделя вътрешното пространство на отсеци. Също прегради се наричат и външните стени на надстройките и рубките.
Преградите се делят на:
- в зависимост от ориентацията относително корпуса на съда:
  - напречни;
  - надлъжни;
- в зависимост от мястото на поставяне:
  - прегради в корпуса съда (трюмни и туйндекови)
  - прегради на надстройките и рубките;
- в зависимости от изпълнението:
  - водо-, нефтонепроницаеми;
  - газонепроницаеми;
  - проницаеми;
- в зависимости от формата:
  - плоски (в т.ч. укрепени от набора);
  - гофрирани;
  - цилиндрични;
  - сферични;
- в зависимости от способността да носят товар:
  - усилени (издържат на големи натоварвания и могат да бъдат опори за отсеците на кораба);
  - леки;
- в зависимост от функциите:
  - главни (основни), по цялата ширина на съда от палубата до дъното и осигуряващи неизменността на формата на корпуса при неговото усукване и огъване. При наводняване на отсека пречат на навлизането водата, заради което се наричат още и аварийни;
  - таранни (отделят форпика от пространството на трюма);
  - ахтерпикови (отделят ахтерпика от пространството на трюма);
  - прегради на цистерни: (баластни, кренови, диферентни, горивни и други);
  - прегради на диптанковете (дълбоко разположен – най-често веднага над двойното дъно – съд или цистерна за гориво) или бункерни (ограничават цистерните за течно гориво или въглищните ями);
  - амортизиращи (напречни и надлъжни прегради с отвори, ограничаващи силата на удара на преместваща (преливаща) се в танковете и цистерните при люлеене течност);
  - тунелни (предназначени за изграждането на стените на тунел за вала на гребния винт, коридори на електротрасетата, проходи в съда);
  - прегради на шахти (товарни, машинни, вентилационни и други);
  - противопожарни (разделят съда на противопожарни отсеци);
  - трюмни;
  - външни прегради (стени на надстройките и рубките);
  - прегради на отсеците или леки;
  - прегради на кофердамите.